# Hypercompe praeclara
Hypercompe praeclara là một loài bướm đêm thuộc phân họ Arctiinae, họ Erebidae.